# Pierre-Dominique Bazaine

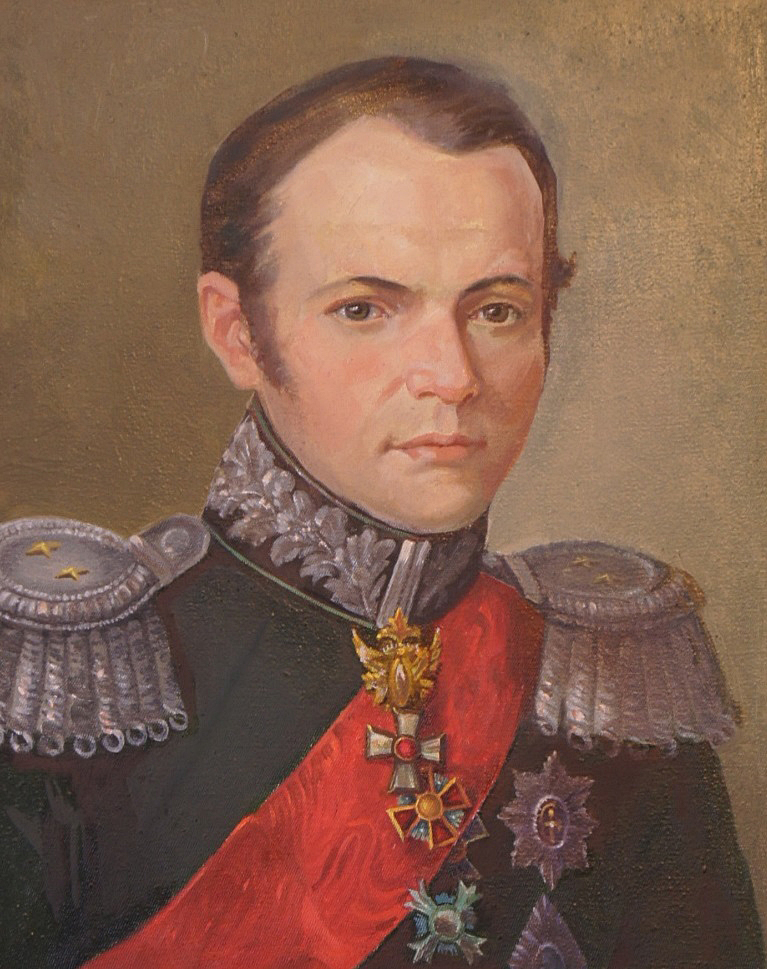
Pierre Dominique Bazaine (ok. 1830)

Pierre-Dominique Bazaine w jęz. rosyjskim Пётр Петрович Базен (ur. 13 stycznia 1786 w Scy-sur-Moselle - zm. 28 września 1838 w Paryżu) – francuski matematyk i inżynier pracujący we Włoszech, Francji i Rosji.

## Życie
Ukończył dwie najważniejsze uczelnie techniczne we Francji: Ecole polytechnique a potem École des Ponts et Chaussées w Paryżu. Po studiach pracował jako inżynier we Włoszech i południowej Francji. Jego wybitne zdolności zwróciły na siebie uwagę cesarza Napoleona I, który w 1810 wysłał go wraz z grupą trzech innych francuskich inżynierów (m.in. Maurice Destrem) do Rosji w celu pomocy w organizowaniu wówczas przez cara Aleksandra I rosyjskiego korpusu inżynierów komunikacji. Początkowo został wysłany do Odessy do dyspozycji tamtejszego gubernatora Armand-Emmanuel du Plessis księcia de Richelieu. Tam pracował przy modernizacji portu w Eupatorii na Krymie. Następnie prowadził prace w Poszechonje i Jarosławiu, a po wybuchu wojny z Francja zesłany do Irkucka na Syberii Wschodniej (1812-1814). W tym czasie napisał traktat o rachunku różniczkowym i kilka przyczynków o geometrii płaszczyzny i właściwościach różnych długości w trzech wymiarach.
Po zakończeniu wojny w Europie w 1815 powrócił  do Petersburga. Został wówczas mianowany pułkownikiem i profesorem katedry Wyższej Analityki i Mechaniki w Instytucie Inżynierów Korpusu Komunikacji. Od 1820 był generałem-majorem a od 1830 generałem porucznikiem. Był generalnym inspektorem dróg i mostów w Rosji (1823-1828 1830-1834). Był członkiem masonerii w Petersburgu. W styczniu 1824 został dyrektorem Cesarskiej Rosyjskiej Akademii Nauk w Sankt Petersburgu, a także przewodniczącym Komitetu Budownictwa i Robót Wodnych w Petersburgu. 

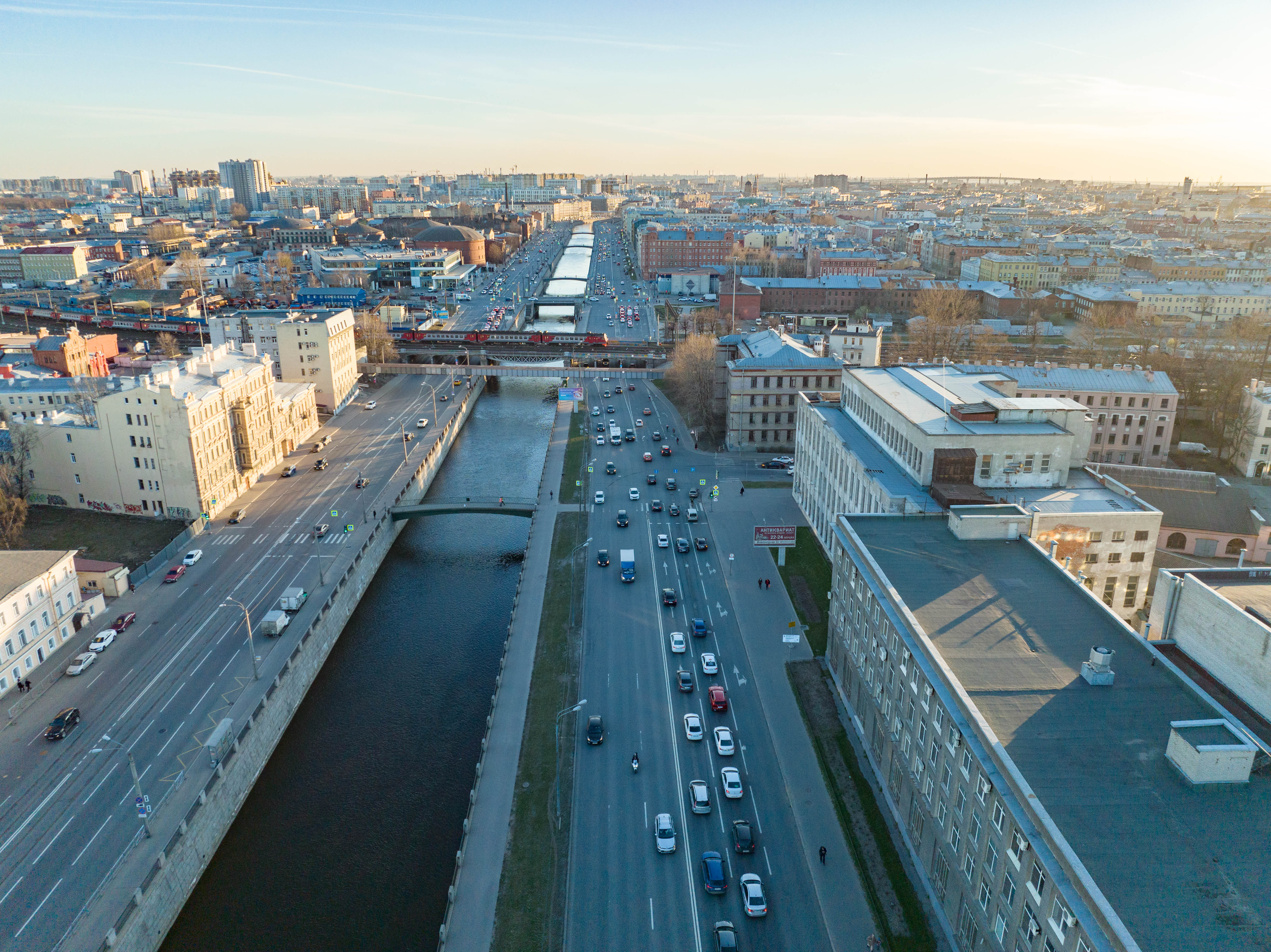
Kanał Obwodowy w Sankt Petersburgu - pierwotnie zaprojektowany przez Pierre-Dominique Bazaine i Emile'a Clapeyrona

Zaprojektował wiele mostów w Petersburgu i na jego obrzeżach. Był także pomysłodawcą pierwszego projektu ochrony Petersburga przed powodzią.Do najważniejszych jego dzieł inżynierskich należą: przebudowa soboru św. Izaaka oraz budowa według tego samego projektu kilku innych kościołów; wykonanie pierwszego mostu łańcuchowego w Parku Jakaterinoburskim, zaprojektowanie granitowych śluz w Szlisselburgu, pogłębienie ujścia rzeki Newy i jej kanałów. przebudowa fabryki prochu, budowa budynków Senatu i Synodu a także odbudowa Uniwersytetu, konstrukcja kopuły nad katedrą św. Trójcy, Zaprojektował i zbudował niektóre mosty na Newie. Zaprojektował konstrukcję  Pałacu Zimowego, i Teatru Aleksandryjskiego. Z pomocą Emile'a Clapeyrona, opracował plany największego kanału w Petersburgu - Kanału Obwodowego i następnie kierował pracami przy jego budowie. W 1834 przeszedł na emeryturę z powodu złego stanu zdrowia i powrócił do Francji.Napisał kilka prac dotyczących matematyki i transportu cywilnego, w tym monografię dotyczącą parowców i ich wykorzystania w żegludze po kanałach i rzekach. Członek honorowy Akademii Petersburskiej  oraz członek Akademii Nauk w Turynie, Monachium i Sztokholmie. 
Został pochowany na cmentarzu Montmartre w Paryżu.

### Wybór prac Pierre-Dominique Bazaine
- Mémoire sur la théorie du mouvement des barques à vapeur et sur leur application à la navigation des canaux, des fleuves et des rivières. Imprimerie de l’Academie Impériale des Sciences, Sankt Petersburg 1817.
- Traité élémentaire de calcul différentiel a l’usage des élèves de l’Institut des voies de communication. Imprimerie de la Marine, Sankt Petersburg 1817,
- Traité élémentaire de calcul intégral a l’usage des élèves de l’Institut des voies de communication. Imprimerie des voies de communication, Sankt Petersburg 1825,
- Mémoire sur les méthodes de raccordement à employer pour les alignements des routes. In: Journal des voies de communication. Nr. 8, 1827, S. 54–83.
- Notice sur un nouvel artifice propre à diminuer la dépense d’eau des canaux en général et sur un nouveau système de petite navigation. In: Journal du Génie Civil, des Sciences et des Arts. Band 1, 1828, S. 479–492.
- Introduction a l’étude de la Statique Synthétique, a l’usage de l’Institut du Corps des Voies de Communication. Imprimerie des voies de communication, Sankt Petersburg 1830,
- Mémoire sur la construction des Chaussées et sur la détermination des distances moyennes pour le transport des matériaux. In: Mémoires présentés à l’Académie Impériale des Sciences de St.-Pétersbourg par divers savants et lus dans ses assemblées. Band 1, 1831, S. 52–76.
- Notice sur la construction des paratonnerres. In: Journal des voies de communication. Nr. 20, 1831, S. 42–72.
- Démonstration du principe des vitesses virtuelles. In: Journal des voies de communication. Nr. 23, 1832, S. 37–78.
- Notice sur un nouvel appareil gazogene. In: Journal des voies de communication. Nr. 24, 1832, S. 24–41.
- Notices sur la composition des reliefs. In: Journal des voies de communication. Nr. 24, 1832, S. 60–73.
- Memoire sur un nouveau système relatif a l’établissement d’un chantier général destiné a la construction, au radoub et a la conservation des vaisseaux. In: Journal des voies de communication. Nr. 25, 1833, S. 36–63.
- Mémoire sur les moyens de preserver les machines à vapeur des explosions auxquelles elles sont exposées. s. n., Sankt Petersburg 1834.
- Mémoire sur les machines à vapeurs. In: Mémoires présentés à l’Académie Impériale des Sciences de St.-Pétersbourg par divers savants et lus dans ses assemblées. t. 2, 1835, S. 213–268.
- Mémoire sur la l’évaluation de la force expansive de la vapeur, et sur les avantages qu’on peut en tirer, pour augmenter la puissance des machines dans lesquelles on la fait agir comme moteur. In: Mémoires présentés à l’Académie Impériale des Sciences de St.-Pétersbourg par divers savants et lus dans ses assemblées.t. 2, 1835, S. 269–287.

### Odznaczony
- ros. Order św. Włodzimierza 2 klasy
- ros. Order św. Anny 1 klasy
- ros. Krzyż Wielki Orderu św. Aleksandra Newskiego
- ros. Order Orła Białego
- franc. Legia Honorowa
- pruski Order Orła Czerwonego 2 klasy

## Życie prywatne
Urodził się jako syn właściciela winnicy a potem urzędnika mierniczego i autora prac naukowych dotyczących miar i wag w systemie metrycznym Pierre'a Bazaine'a (1760-1832) i Francoise z domu Gilbert. Dwukrotnie żonaty. Po raz pierwszy ożenił Marie-Madeleine z domu Vasseur (1758-1840). Mieli troje dzieci: córkę Melanie (1808-1852) od 1834 żonę inżyniera Benoît Paul Émile Clapeyron w 1834, oraz dwóch synów inżyniera Pierre-Dominique Bazaine (znanego jako Adolphe) (1809-1893) i  marszałka Francji Francois Achille Bazaine (1811-1888). Powtórnie ożenił się w 1817 w Petersburgu z Alexandre Sophie Stéphanie de Senovert (1801-1847) z którą miał córkę Mathilde Élisabeth Pauline (1819-1899), która poślubiła Ernesta Pépina Lehalleura (1819-1869).